# Västra Vemmenhögs kyrka
Västra Vemmenhögs kyrka är en kyrkobyggnad i Västra Vemmenhög. Den tillhör Skivarps församling i Lunds stift.

## Kyrkobyggnaden
Ursprungligen stod en medeltidskyrka från 1100-talet på platsen. länge var kyrkan utan något klocktorn men under 1700-talet byggdes ett sådant av gråsten från åkrarna i närheten till. I början av 1800-talet kom man fram till att kyrkan behövde renoveras. Då inget hände fick byns egna invånare ta initiativ och renoveringen kom igång 1811. Då rev man hela den gamla delen och byggde upp en ny. Den nya delen kalkade man vitt medan tornet fick vara kvar ofärgat. Kyrkans predikstol beräknas vara från 1600-talet och är byggd i kyrksnickeristil. Kyrkan ligger på en kulle mitt i byn. Den inhägnas av häck och murverk.
På morgonen den 12 september 2004 började kyrkan och den intilliggande kursgården Nils Holgerssongården att brinna. Gården brann ner helt men kyrkobranden kunde släckas tidigt och resulterade endast i rök- och brandskador i taket intill tornet. Delar av vinden och några kvadratmeter tak förstördes. Man misstänkte att den så kallade gryningspyromanen var skyldig men trots att hans skoavtryck hittades i kyrkan kunde han inte fällas för dåden.
Kyrkan är sedan 2012 avstängd för utredning av sprickor i tornet. Utredningen beräknades då ta tre år att slutföra. Enligt mätföretaget Metria handlar det än så länge om mycket små förändringar i sprickorna. Resultatet av utredningen avgör om kyrkan ska renoveras. Man misstänker att sprickorna förstorades i en kombination av brandskadorna 2004 och jordbävningen 2008 som skakade Skåne och kringliggande län. Man vet att sprickorna har funnits mycket längre då de upptäcktes redan 1999. Förmodligen är de ständiga klockringningarna orsak till sprickorna. Förutom dessa sprickor är en renovering av kyrkan nödvändig av flera andra anledningar. Elsystem, fönster och fasadkalkning är några av de punkter som behöver åtgärdas. Vidare läcker tornets tak in och påskyndar sprickbildningen. En ansökan om pengar till en renovering har skickats till Lunds stift men svaret har dröjt. Eftersom ingen renovering är tillåten förrän sprickorna är utredda är det inte heller någon brådska.
Hösten 2021 blev renoveringen av kyrkan klar och kunde åter tas i bruk.

## Inventarier
Altaruppsatssen dateras till 1618 och predikstolen tros härstamma från samma tid. 
Ett krucifix i kyrkan härstammar från 1400-talet.
Kyrkklockan är gjuten 1793.

### Orgel
Den nuvarande orgeln byggdes 1881 av Anders Victor Lundahl, Malmö en mekanisk orgel. Invigning skedde Pingstdagen 5 juni. Orgeln renoverades 1981 av A. Mårtenssons Orgelfabrik AB, Lund.
| Manual       | Pedal   |
| Borduna 16´  | Bihängd |
| Principal 8´ |         |
| Rörflöjt 8'  |         |
| Violin 8'    |         |
| Oktava 4'    |         |
| Kvint 2 2/3' |         |
| Oktava 2'    |         |
| Trumpet 8'   |         |